# Giovani e felici
Giovani e felici (Big Time Adolescence) è un film del 2019 diretto da Jason Orley, al suo esordio alla regia, e interpretato da  Pete Davidson, Griffin Gluck, Emily Arlook, Colson Baker, Sydney Sweeney e Jon Cryer.

## Trama
Il sedicenne Monroe "Mo" Harris è scortato fuori dall'aula da un ufficiale di polizia.
La sorella maggiore di Mo, Kate, qualche anno prima usciva con il compagno di classe Zeke Presanti. Tra lui e Mo, nonostante la differenza d'età, nasce un'amicizia che sopravvive anche dopo la fine della relazione tra con la sorella. I genitori di Mo, Reuben e Sherri, lasciano che lui continui a frequentare Zeke nonostante siano preoccupati della sua influenza su loro figlio: l’amico, ora ventitreenne, fa un lavoro senza prospettive e passa la maggior parte del tempo a fumare marijuana e a bere.
Mo trascorre il suo tempo libero con Zeke, i suoi amici e la sua nuova ragazza, Holly, preferendoli ai suoi coetanei. Nel corso del film Zeke aiuta Mo, oltre a comprare alcolici anche minorenni, lo incentiva a vendere marijuana agli altri ragazzi in cambio della partecipazione a una festa organizzata da ragazzi dell'ultimo anno di liceo, a cui Mo voleva partecipare per Stacey, studente del secondo anno come lui. Mo riesce così a guadagnare credibilità tra i ragazzi dell'ultimo anno. Mentre è alla festa, incontra anche la sua compagna di classe Sophie, e i due si scambiano i numeri di telefono dopo una chiacchierata.
Più tardi, Mo invita Sophie a cena per un appuntamento, prima di riportarla a casa di Zeke per uscire. Prima che Sophie se ne vada, lei e Mo si baciano. Questo gli fa guadagnare il soprannome di "Tongue Daddy" dai suoi amici, soprannome che Zeke gli tatua sul petto. La sera successiva Mo torna a casa e, poiché Zeke fumava erba in macchina accompagnandolo, avverte anch'egli gli effetti della sostanza; tanto basta perché suo padre se ne accorga e scopra il tatuaggio sul petto. Ciò porta i genitori di Mo ad impedire al figlio definitivamente di frequentare Zeke.
Nonostante il divieto, Mo continua a spacciare droghe e alcolici alle feste, iniziando a nutrire però dei dubbi sulle sue azioni e sulle ripercussioni che potrebbe subire. Zeke, però, lo incoraggia a continuare, vista la quantità di denaro che Mo guadagna da queste vendite che permette a Zeke perfino di licenziarsi dal suo reale lavoro.
L'influenza di Zeke è efficace anche nella relazione di Mo, che inizia a ignorare Sophie su consiglio dell'amico, causando una litigata tra la coppia. Dopo aver capito il suo errore, Mo cerca di spiegarsi, ma lei rifiuta di ascoltare ragioni. Poco dopo, Mo riceve una telefonata da Holly e la raggiunge a casa sua. Holly spiega a Mo che lei e Zeke si sono lasciati perché lui la tradiva, e lei e Mo passano la notte insieme. Dopo la rottura con Holly, Zeke trascorre la notte a ubriacarsi e a drogarsi cantando in un bar karaoke.
Intanto Stacey, che è al volante dell'auto di sua madre insieme ad alcuni ragazzi dell'ultimo anno che stanno fumando e bevendo, finisce in un fosso facendo un incidente. Tutti escono illesi, ma decidono di scappare via e di lasciare lì l'auto. Lo stesso giorno un agente di polizia va a scuola per trovare i responsabili, promettendo di non mettere nei guai gli autori dell'incidente in cambio del nome di chi ha fornito la droga ritrovata nella macchina. Stacey confessa si tratti di Mo.
Quando i poliziotti si presentano a una festa in cerca di Mo, Zeke riesce a farlo scappare fuori e a riportarlo a casa sua. Mo scoppia a piangere per essere diventato come Zeke, cosa che non voleva. Confessa anche a Zeke di essere stato con Holly, ma lui lo perdona e i due si riconciliano. Zeke si offre anche di prendersi la colpa per tutto, ma Mo rifiuta la sua offerta, dicendo che ha fatto già abbastanza e deve cavarsela da solo.
Il giorno seguente, Mo viene scortato fuori dalla classe (come mostrato all'inizio del film), viene espulso da scuola e condannato ai servizi sociali. Poco tempo dopo Reuben si reca a casa di Zeke e gli ordina di stare lontano da Mo, aggredendolo quando si rifiuta di farlo.
Tre mesi dopo, Mo si ferma in un fast food ed è sorpreso di vedere Zeke che lavora alla finestra del drive-in. I due si siedono a un tavolo per parlare. Zeke chiede a Mo se vuole uscire il giorno dopo, e Mo dice che forse potrebbero vedersi. Poi se ne va e, attraverso lo specchietto retrovisore, si vede Zeke fumare una canna prima di sedersi sul marciapiede con la testa tra le mani.

## Produzione
Nel giugno 2018, è stato annunciato che Griffin Gluck, Pete Davidson, Sydney Sweeney, Machine Gun Kelly, Thomas Barbusca, Emily Arlook ed Oona Laurence si erano uniti al cast del film, con Jason Orley alla regia da una sceneggiatura da lui scritta. Will Phelps, Glen Trotiner, Mason Novick, and Jeremy Garelick hanno prodotto il film, rispettivamente sotto i loro banner American High e LD Entertainment. Nel luglio 2018, Jon Cryer si è unito al cast del film.

### Riprese
Le riprese principali sono iniziate nel luglio 2018 a Syracuse, New York. La produzione ha avuto luogo anche a Manlius, New York e Liverpool, New York.

## Distribuzione
Il film è stato presentato in anteprima mondiale al Sundance Film Festival il 28 gennaio 2019. Poco dopo, Hulu ha acquisito i diritti di distribuzione del film. Il film è stato distribuito il 13 marzo 2020, in distribuzione cinematografica limitata, prima di essere trasmesso via streaming digitale il 20 marzo sempre da Hulu. In Italia il film è stato distribuito in video on demand dalla Universal Pictures.

## Accoglienza

### Critica
Giovani e felici ha ricevuto recensioni positive da parte della critica cinematografica. Sull'aggregatore di recensioni Rotten Tomatoes, il film detiene un indice di gradimento dell'86% basato su 83 recensioni della critica, con una valutazione media di 6,80/10. Il consenso critico del sito web recita: "Divertente, sincero e animato da un ensemble ben assemblato, Giovani e felici trova nuovi piaceri nell'affollato genere di formazione." Su Metacritic    il film ha una valutazione di 64 su 100, sulla base di 21 critici, che indicano "recensioni generalmente favorevoli".
Brian Lowry della CNN ha criticato la performance di Davidson, affermando: "Pete Davidson non ha un grande potenziale come attore". Nello stesso articolo, Lowry ha elogiato la performance di Gluck.

## Riconoscimenti
- 2019 - Sundance Film Festival
  - Candidatura al Gran Premio della Giuria